# ليلة الصيام
ليلة الصيام مصطلح إسلامي يراد به: الفترة الزمنية المحدودة التي يباح فيها للصائم: الطعام والشراب، وسائر المفطرات من غروب الشمس إلى طلوع الفجر الثاني، وهي في مقابل النهار، أو: يوم الصيام، الذي هو وقت الصيام، كما أن الليل ليس محلا للصوم فيه. وقد فرض الصيام على المسلمين في السنة الثانية للهجرة، وكانوا يصومون من بعد العشاء، أو النوم قبلها، فخفف الله تعالى عليهم فأباح لهم المفطرات في جميع ليلة الصيام إلى الفجر الثاني، ونزل قول الله تعالى: أُحِلَّ لَكُمْ لَيْلَةَ الصِّيَامِ...الآية إلى قوله تعالى: لَعَلَّهُمْ يَتَّقُونَ. 187
ويدخل وقت ليلة الصيام بغروب الشمس، وحينها يدخل أول وقت صلاة المغرب، ووقت إفطار الصائم، ويستحب فيها التسحر قريب الفجر الثاني، ويكون فيها تبيييت النية، وصلاة التراويح في ليالي شهر رمضان.

## الليل والنهار
الليل والنهار فترتان متعاقبتان من الزمن، يدخل أول وقت أحدهما بانتهاء الآخر، وقدرهما: أربعة وعشرون ساعة فلكية موزعة عليهما بنظام دقيق على مدار السنة القمرية. ويمتاز النهار بالضياء، والليل بالإظلام،

## أحكام ليلة الصيام
بين الشرع الإسلامي أحكام ليلة الصيام، وحدد فترتها الزمنية، وما يتعلق بها من أحكام الإفطار والسحور والإمساك، والتوقيت المخصوص بذلك. وقد فرض الصوم على المسلمين في السنة الثانية الهجرية، وكانوا في أول ما فرض عليهم الصوم: يصومون من بعد صلاة العشاء، أو النوم قبلها، أي: أن وقت الإمساك كان من بعد العشاء، أو بعد النوم على من نام قبل العشاء، ثم يستمر إمساك الصائم إلى غروب الشمس، في موعد الإفطار في الليلة التالية، فكان الوقت الذي يباح فيه الأكل والشرب في ليلة الصيام: من أول وقت صلاة المغرب إلى العشاء، بشرط عدم النوم فمن نام قبل العشاء؛ وجب عليه الإمساك في ليلته، إلى الليلة القابلة. وقد كان بيان هذا بالسنة النبوية، وهو متفق مع الوقت الذي شرعه الله تعالى في الشرائع السابقة. ثم خفف الله تعالى ذلك على المسلمين، فجعل وقت إباحة الأكل والشرب إلى بداية طلوع الفجر الثاني، حيث نزلت الآية الدالة على ذلك، وكان نزولها بعد فرض الصيام، وتضمنت نسخ الحكم السابق بحكم أخف، وهو نسخ الكتاب للسنة.

## منتهى ليلة الصيام
ينتهي وقت ليلة الصيام بانتهاء الليل وذهاب ظلامه، عند بداية ظهور أول بياض النهار من الفجر الصادق، وقد ذكر الله تعالى هذا بقوله تعالى: وَكُلُوا وَاشْرَبُوا حَتَّى يَتَبَيَّنَ لَكُمُ الْخَيْطُ الْأَبْيَضُ مِنَ الْخَيْطِ الْأَسْوَدِ مِنَ الْفَجْرِ. المعنى: أبيح لكم الأكل والشرب في جميع ليلة الصيام، إلى أن يظهر لكم بياض النهار وعبر عنه بالخيط الأبيض، وينشق هذا البياض وينفلق من سواد الليل، المعبر عنه بالخيط الأسود، والمقصود: بداية طلوع الفجر الصادق.
«عن سهل بن سعد قال: نزلت هذه الآية: "وكلوا واشربوا حتى يتبين لكم الخيط الأبيض من الخيط الأسود" فلم ينزل "من الفجر" قال: فكان رجال إذا أرادوا الصوم ربط أحدهم في رجليه الخيط الأسود والخيط الأبيض، فلا يزال يأكل ويشرب حتى يتبين له. فأنزل الله بعد ذلك: "من الفجر" فعلموا إنما يعني بذلك الليل والنهار.»
«عن سهل بن سعد قال أنزلت وكلوا واشربوا حتى يتبين لكم الخيط الأبيض من الخيط الأسود ولم ينزل من الفجر فكان رجال إذا أرادوا الصوم ربط أحدهم في رجله الخيط الأبيض والخيط الأسود ولم يزل يأكل حتى يتبين له رؤيتهما فأنزل الله بعد من الفجر فعلموا أنه إنما يعني الليل والنهار.»
عن عدي بن حاتم رضي الله عنه قال لما نزلت حتى يتبين لكم الخيط الأبيض من الخيط الأسود عمدت إلى عقال أسود وإلى عقال أبيض فجعلتهما تحت وسادتي فجعلت أنظر في الليل فلا يستبين لي فغدوت على رسول الله ﷺ فذكرت له ذلك فقال إنما ذلك سواد الليل وبياض النهار.

### وقت السحور
«عن عائشة رضي الله عنها أن بلالا كان يؤذن بليل فقال رسول الله {{ﷺ }}: «كلوا واشربوا حتى يؤذن ابن أم مكتوم فإنه لا يؤذن حتى يطلع الفجر» قال القاسم: ولم يكن بين أذانهما إلا أن يرقى ذا وينزل ذا.»

## آيات أحكام الصيام
قال الله تعالى:
أُحِلَّ لَكُمْ لَيْلَةَ الصِّيَامِ الرَّفَثُ إِلَى نِسَائِكُمْ
هُنَّ لِبَاسٌ لَكُمْ وَأَنْتُمْ لِبَاسٌ لَهُنَّ
عَلِمَ اللَّهُ أَنَّكُمْ كُنْتُمْ تَخْتَانُونَ أَنْفُسَكُمْ فَتَابَ عَلَيْكُمْ وَعَفَا عَنْكُمْ
فَالْآنَ بَاشِرُوهُنَّ وَابْتَغُوا مَا كَتَبَ اللَّهُ لَكُمْ

### معاني المفردات
«أُحِلَّ لَكُمْ لَيْلَةَ الصِّيَامِ» أي: أبيح واطلق لكم في ليلة الصيام «الرَّفَثُ» أي: الإفضاء «إِلَى نِسَائِكُمْ» بالجماع «هُنَّ لِبَاسٌ لَكُمْ وَأَنْتُمْ لِبَاسٌ لَهُنَّ » أي: كلا الزوجين كالثوب يستر الأخر، أو: سكن له، «عَلِمَ اللَّهُ أَنَّكُمْ كُنْتُمْ تَخْتَانُونَ أَنْفُسَكُمْ» أي: تخونونها بإتيان نسائكم ليلة الصيام «فَتَابَ عَلَيْكُمْ وَعَفَا عَنْكُمْ» أي: قبل توبتكم وغفر لكم ما سلف، «فَالْآنَ بَاشِرُوهُنَّ» أي: جامعوهن «وَابْتَغُوا» أي: اطلبوا «مَا كَتَبَ اللَّهُ لَكُمْ» أي: أحل لكم من الجماع ليلة الصيام، أو ما قدره الله تعالى لكم من الولد.
«وَكُلُوا وَاشْرَبُوا حَتَّى يَتَبَيَّنَ» أي: يظهر «لَكُمُ الْخَيْطُ الْأَبْيَضُ» أي: بياض النهار «مِنَ الْخَيْطِ الْأَسْوَدِ» أي: سواد الليل، وقوله: «مِنَ الْفَجْرِ»: بيان للخيط الأبيض، وبيان الخيط الأسود محذوف تقديره: من الليل، شبه بياض النهار عند بداية طلوع الفجر الصادق، وما يصاحبه من سواد الليل عند الغبش بخيطين أبيض واسود في الإمتداد، وعبر عن ذلك بالخيط؛ لدقته.
وقوله تعالى: «ثُمَّ أَتِمُّوا الصِّيَامَ إِلَى اللَّيْلِ» أي: أكملوا صيامكم من بداية طلوع الفجر الثاني، إلى منتهى النهار وإدباره وإقبال أول الليل.
قوله تعالى: «وَلَا تُبَاشِرُوهُنَّ وَأَنْتُمْ عَاكِفُونَ» أي: مقيمون بنية الاعتكاف «فِي الْمَسَاجِدِ تِلْكَ حُدُودُ اللَّهِ فَلَا تَقْرَبُوهَا كَذَلِكَ يُبَيِّنُ اللَّهُ آيَاتِهِ لِلنَّاسِ لَعَلَّهُمْ يَتَّقُونَ». 187

### أسباب النزول
أُحِلَّ لَكُمْ لَيْلَةَ الصِّيَامِ الرَّفَثُ إِلَى نِسَائِكُمْ 
هُنَّ لِبَاسٌ لَكُمْ وَأَنْتُمْ لِبَاسٌ لَهُنَّ
عَلِمَ اللَّهُ أَنَّكُمْ كُنْتُمْ تَخْتَانُونَ أَنْفُسَكُمْ فَتَابَ عَلَيْكُمْ وَعَفَا عَنْكُمْ
فَالْآنَ بَاشِرُوهُنَّ وَابْتَغُوا مَا كَتَبَ اللَّهُ لَكُمْ 
وَكُلُوا وَاشْرَبُوا حَتَّى يَتَبَيَّنَ لَكُمُ الْخَيْطُ الْأَبْيَضُ مِنَ الْخَيْطِ الْأَسْوَدِ مِنَ الْفَجْرِ ثُمَّ أَتِمُّوا الصِّيَامَ إِلَى اللَّيْلِ 
وَلَا تُبَاشِرُوهُنَّ وَأَنْتُمْ عَاكِفُونَ فِي الْمَسَاجِدِ تِلْكَ حُدُودُ اللَّهِ فَلَا تَقْرَبُوهَا كَذَلِكَ يُبَيِّنُ اللَّهُ آيَاتِهِ لِلنَّاسِ لَعَلَّهُمْ يَتَّقُونَ. 187

## الفجر
«عن سمرة بن جندب قال: قال رسول الله {{ﷺ }}: "لا يمنعكم من سحوركم أذان بلال ولا الفجر المستطيل، ولكن الفجر المستطير في الأفق". وفي رواية: "لا يغرنكم نداء بلال ولا هذا البياض حتى يبدو الفجر وينفجر".»
«قال بلال: "أتيت النبي ﷺ  أوذنه بالصلاة وهو يريد الصوم، فدعا بإناء فشرب، ثم ناولني فشربت، ثم خرج إلى الصلاة.»

## قدر الوقت بين السحور وصلاة الفجر
«عن أنس عن زيد بن ثابت رضي الله عنه قال تسحرنا مع النبي ﷺ  ثم قام إلى الصلاة قلت: كم كان بين الأذان والسحور؟ قال: قدر خمسين آية»

## نهاية وقت إمساك الصائم
تنتهي الفترة الزمنية لإمساك الصائم عن المفطرات بانتهاء وقت نهار الصوم، وذهاب ضيائه، وإقبال الليل بظلامه، وغروب الشمس، وهذا الوقت الذي يبدء به أول وقت ليلة الصيام هو أو وقت صلاة المغرب، وهو الوقت نفسه لإفطار الصائم.

### وقت الإفطار
ثُمَّ أَتِمُّوا الصِّيَامَ إِلَى اللَّيْلِ
عن عاصم بن عمر بن الخطاب عن أبيه رضي الله عنه قال قال رسول الله ﷺ : إذا أقبل الليل من ها هنا وأدبر النهار من ها هنا وغربت الشمس فقد أفطر الصائم.

## تعجيل الإفطار
«عن سهل ابن سعد أن رسول الله ﷺ  قال: «لا يزال الناس بخير ما عجلوا الفطر.»»

## وقت الإفطار
«عن عمر رضي الله عنه قال قال رسول الله ﷺ : «إذا أقبل الليل وأدبر النهار وغابت الشمس فقد أفطر الصائم» لم يذكر ابن نمير فقد.» قال النووي: «قوله ﷺ : "إذا أقبل الليل وأدبر النهار وغابت الشمس فقد أفطر الصائم" معناه: انقضى صومه وتم، ولا يوصف الآن بأنه صائم، فإن بغروب الشمس خرج النهار ودخل الليل، والليل ليس محلا للصوم. وقوله ﷺ : "أقبل الليل وأدبر النهار وغربت الشمس" 
قال العلماء: كل واحد من هذه الثلاثة يتضمن الآخرين ويلازمهما، وإنما جمع بينها؛ لأنه قد يكون في واد ونحوه بحيث لا يشاهد غروب الشمس، فيعتمد إقبال الظلام وإدبار الضياء. والله أعلم.»
«عن عبد الله بن أبي أوفى رضي الله عنه قال كنا مع رسول الله ﷺ في سفر في شهر رمضان فلما غابت الشمس قال: «يا فلان انزل فاجدح لنا» قال يا رسول الله إن عليك نهارا قال «انزل فاجدح لنا» قال فنزل فجدح فأتاه به فشرب النبي ﷺ ثم قال بيده «إذا غابت الشمس من ها هنا وجاء الليل من ها هنا فقد أفطر الصائم.»»
«عن ابن أبي أوفى رضي الله عنه قال كنا مع رسول الله {{ﷺ }} في سفر فلما غابت الشمس؛ قال لرجل «انزل فاجدح لنا» فقال: يا رسول الله! لو أمسيت قال: «انزل فاجدح لنا» قال: إن علينا نهارا، فنزل فجدح له فشرب ثم قال: «إذا رأيتم الليل قد أقبل من ها هنا وأشار بيده نحو المشرق فقد أفطر الصائم»». وفي رواية لمسلم: «سرنا مع رسول الله ﷺ  وهو صائم..الحديث»

قال النووي:
«معنى الحديث: أن رسول الله ﷺ  وأصحابه كانوا صياما، وكان ذلك في شهر رمضان، كما صرح به في رواية يحيى بن يحيى: (فلما غربت الشمس أمره النبي ﷺ  بالجدح ليفطروا) فرأى المخاطب آثار الضياء والحمرة التي بعد غروب الشمس فظن أن الفطر لا يحل إلا بعد ذهاب ذلك، واحتمل عنده أن النبي ﷺ  لم يرها. فأراد تذكيره وإعلامه بذلك، ويؤيد هذا قوله: (إن عليك نهارا) لتوهمه أن ذلك الضوء من النهار الذي يجب صومه، وهو معنى: (لو أمسيت) أي تأخرت حتى يدخل المساء، وتكريره المراجعة لغلبة اعتقاده على أن ذلك نهار يحرم فيه الأكل مع تجويزه أن النبي ﷺ  لم ينظر إلى ذلك الضوء نظرا تاما، فقصد زيادة الإعلام ببقاء الضوء.
وفي هذا الحديث: جواز الصوم في السفر، وتفضيله على الفطر لمن لا تلحقه بالصوم مشقة ظاهرة. وفيه: بيان انقضاء الصوم بمجرد غروب الشمس واستحباب تعجيل الفطر، وتذكير العالم ما يخاف أن يكون نسيه، وأن الفطر على التمر ليس بواجب، وإنما هو مستحب لو تركه جاز، وأن الأفضل بعده الفطر على الماء، وقد جاء هذا الترتيب في الحديث الآخر في سنن أبي داود وغيره في الأمر بالفطر على تمر، فإن لم يجد فعلى الماء فإنه طهور.»

## حكم الوصال

### الاعتكاف
وَلَا تُبَاشِرُوهُنَّ وَأَنْتُمْ عَاكِفُونَ فِي الْمَسَاجِدِ تِلْكَ حُدُودُ اللَّهِ فَلَا تَقْرَبُوهَا كَذَلِكَ يُبَيِّنُ اللَّهُ آيَاتِهِ لِلنَّاسِ لَعَلَّهُمْ يَتَّقُونَ. 187